# Лабан
Лабан или Лаван (хебр. לָבָן – „бели“) је библијска личност описана у Старом завету. Лабанов отац био је Бетуел, деда Нахор а сестра Ребека. Имао је две кћерке, Леу и Рахилу.
Лабан се први пут појављује у Књизи постања 24, 29-60 као гласноговорник његовог оца Бетуела. Био је импресиониран златним накитом који је његовој сестри Ребеки дао Исак и одиграо је кључну улогу у аранжирању њиховог брака.
У Књизи постања 29 се описује како је двадесет година касније Јаков, син Исака и Ребеке, толико заволео Лабанову кћерку Рахилу да је пристао да код њега у Харану ради седам година како би је оженио. Прве брачне ноћи Лабан је Јакову уместо Рахиле дао Леу, објаснивши да је код њих обичај да се најпре уда старија кћерка. Јаков је касније узео и Рахилу за жену, пошто је пристао да још седам година ради код Лабана. Након свега су Лабан и Јаков склопили савез и растали су се у добрим односима према Књизи постања 31, 44-54.